# قلبابا کوکلداش
قل‌بابا کوکلداش (زادهٔ	۱۵۳۴ - درگذشتهٔ	۱۵۸۹ در تاشکند)  یک دولت‌مرد، فرمانده و سراینده اهل خانات بخارا بود. او کوکلداش (=برادر شیری) و از نزدیکان امیر توانمند عبدالله خان دوم بود. او چکامه‌هایی را با نام هنری محبی سروده‌است. قُل‌لبابا کوکلداش یک نیکوکار بود و در جایگاه یکی از خیرین اصلی ساخت‌وساز در دو شهر میانی خانات بخارا یعنی بلخ و بخارا کار می‌کرد. او مجری ساخت بسیاری از سازه‌های آبادانی و آبیاری در درهٔ زرافشان بود.

## تیره و تبار
پدر قُل‌بابا کوکلداش، یارمحمد جایگاه «صدر» اسکندرخان (۱۵۶۱-۱۵۸۳) و عبدالله خان دوم (۱۵۸۳-۱۵۹۳) را داشت. صدر بر پایهٔ عهدنامه بخارا فقط در پایتخت مسئولیت چندوچون وقف‌ها را بر دوش داشت. جایگاه صدر را فرمانروا به هر کس که درخور می‌دید از جمله دانشمندها ، سیدها و... می‌داد.

## فعالیت های سیاسی و نظامی
قُل‌بابا کوکلداش (برادر شیری) عبدالله خان دوم بود. توانائی وچیرگی کوکلداش در دستگاه به اندازه‌ای بود که آتالیق‌ها و فرمانداران استان‌های بزرگ بیشتر از سوی کوکلداش به بالاترین پست‌های دولتی گماشته می‌شدند. به همین گونه، قُل‌بابا کوکلداش پس از مرگ پدرش در ماه مه ۱۵۸۱ از عبدالله‌خان دوم جایگاه صدر گرفت. بعدها رئیس دیوان شد، پس از گرفتن هرات، ازسوی عبدالله خان دوم، در سال ۱۵۸۷ فرماندارِ خان در این استان بزرگ و برجسته شد. 
در «عبدالله‌نامه» از نهاد دولتی «دیوان» یاد شده‌است که قُل‌بابا کوکلداش ریاست آن را بر دوش داشت، ولی دربارهٔ وظایف وی چیزی گفته نشده‌است.

## مرگ
قُل‌بابا کوکلداش در سال ۱۵۹۸ در تاشکند به دستور عبدالمومن‌خان کشته شد.

## بن مایه
- همکاری‌کنندگان ویکی‌پدیا، «Кулбаба кукельдаш»، ویکی‌پدیای روسی، دانشنامهٔ آزاد (بازیابی ۴ اسفند ۱۴۰۰)
- «مدرسه «کوکل‌داش» جلوه‌ای از معماری قرن شانزدهم در «بخارا»+تصاویر». فارس نیوز. دریافت‌شده در ۴ اسفند ۱۴۰۰.

- «شاه عباس اول صفوی ، پنجمین پادشاه صفویان». تقویم تاریخ. دریافت‌شده در ۴ اسفند ۱۴۰۰.

- «مدرسه گوگل‌داش، یکی از مراکز تحصیل علمای قدیم ترکمن/ تصاویر». صدای ترکمن. دریافت‌شده در ۴ اسفند ۱۴۰۰.